# Intertec Superbrain

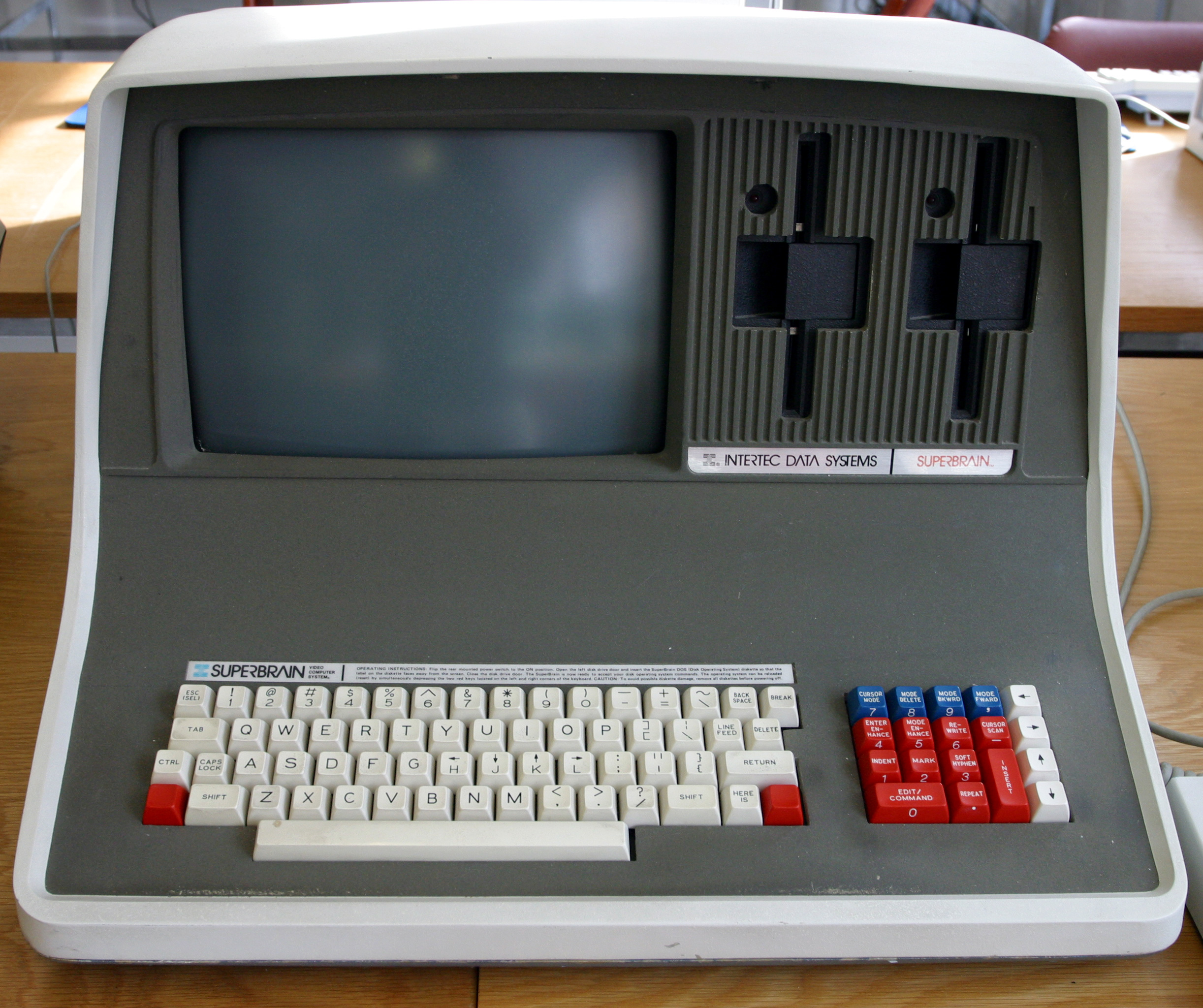
Intertec Superbrain

Der Intertec Superbrain war ein Mikrocomputer, der von der US-amerikanischen Firma Intertec Data Systems ab dem Jahre 1979 verkauft wurde. Der Rechner wurde mit dem Betriebssystem CP/M 2.2 gesteuert und hatte zwei parallele Z80-Prozessoren eingebaut: einen mit 4 MHz getakteten sogenannten Master-Prozessor für den Rechner an sich und einen zweiten für den Disk-Controller. Der Arbeitsspeicher bestand aus 64 KByte für dynamische und 1 KByte für statische Nutzung. Der Computer besaß eine QWERTY-Schreibmaschinentastatur mit 80 Tasten und abgesetztem Ziffernblock. Er verfügte über zwei RS232-Schnittstellen, einen 40-poligen Z80-Bus und einen S-100-Adapter. Von dem Rechner gab es verschiedene Modelle: Superbrain II, Superbrain II Jr., „QD“ („quad density disk drives“) und „SD“ („super density disk drives“).